# Béthanie
Béthanie è un comune del Canada, situato nella provincia del Québec, nella regione di Montérégie.